# Божидар Станишич
Божидар Станишич (21 жовтня 1938 — 3 січня 2014) — югославський ватерполіст.
Учасник Олімпійських Ігор 1960, 1964 років.
Срібний призер Чемпіонату Європи з водного поло 1958 року.
Переможець Середземноморських ігор 1959 року, срібний призер 1963 року.
Срібний призер Олімпійських ігор 1964 року.